# Lucebert, temps et adieux
Pour plus de détails, voir Fiche technique et Distribution.
Lucebert, temps et adieux (Lucebert, tijd en afscheid) est un documentaire néerlandais réalisé par Johan van der Keuken. Ce film est constitué de trois courts-métrages tournés en 1962, 1966 et 1994, le cinéaste y brosse un portrait impressionniste du peintre et poète Lucebert.

## Synopsis
Le film s’ouvre sur un texte de Lucebert : "J'essaie sur le mode poétique, c'est-à-dire les lumineuses eaux de la simplicité, d’exprimer l’espace du vivre complet".
Tourné en 1962, Lucebert, poète et peintre (Lucebert, dichter-schilder), le premier des trois courts-métrages qui constituent le film est une approche cinématographique de l’univers visuel du peintre. Dans son atelier, Lucebert dessine entouré d'enfants qui peignent. Rythmé par des onomatopées, un carnaval joyeux et grimaçant s'anime autour de ces dessins, et de masques portés les enfants. Un poème sombre de Lucebert clos ce premier chapitre en noir et blanc entrecoupé d’une séquence monochrome rouge.
En 1966, avec Un film pour Lucebert (Een film voor Lucebert), Johan van der Keuken construit avec Lucebert un film poème bâti autour d’une sensibilité commune au cinéaste et au peintre. Ce chapitre s’ouvre sur des photos d’archive de 1934. Des émeutes éclatent à Amsterdam en réponse à une baisse de l’assurance chômage. Lucebert a dix ans lorsqu’il voit les soldats rétablir l’ordre dans les rues de la capitale néerlandaise. Le réalisateur met en parallèle ces images de violence et les tableaux du peintre.
Au rythme des improvisations libres du musicien Willem Breuker, Johan van der Keuken filme l’univers onirique du peintre. Une fresque du peintre s'anime, par couche successive Lucebert recouvre son propre travail. En contre-point des textes dit par Lucebert en voix off, le cinéaste joue des images de l‘artiste dans son atelier et d’insert de ces tableaux. 
En avril 1994, Johan van der Keuken et Lucebert avaient choisi de faire un dernier film ensemble. Mais le peintre meurt au mois de mai, le cinéaste doit se passer de lui. Le film Si tu sais où je suis cherche-moi (Als je weet waar ik ben zoek me dan), est un hommage à Lucebert que Johan van der Keuken suit depuis 30 ans. Il filme son atelier, les toiles dans son appartement vide, des esquisses sur un mur, le contact charnel avec sa palette de couleur. Un tableau inachevé témoigne de la disparition de l’artiste. Le bureau dans lequel il écrivait résonne des paroles de ces derniers textes. Des enfants jouent au milieu des toiles comme dans le premier court-métrage de 1962. Sa compagne témoigne de son amour. 
Le film se termine sur l’un des derniers textes du poète : « Si tu sais où je suis, cherche-moi. Sans chercher là où je ne suis pas, tu me trouveras »,.

## Fiche technique
- Titre français : Lucebert, temps et adieux
- Titre original : Lucebert, tijd en afscheid
- Réalisation : Johan van der Keuken
- Prise de vue : Johan van der Keuken
- Montage : Noshka van der Lely
- Musique : Willem Breuker
- Mixage : Jack Bol
- Production : Belbo Films Productions
- Pays :  Pays-Bas
- Genre : film documentaire
- Durée : 52 minutes

## Distribution
Dans son propre rôle:
- Lubertus Jacobus Swaanswijk, plus connu sous le nom de Lucebert

## Distinctions
Grand prix de la biennale du film sur l'art, 1994, Paris